# آيت ابراهيم تارغونت قديما (هيلالة)
آيت إبراهيم تارغونت قديما هو دُوَّار يقع بجماعة سيدي غانم، إقليم الصويرة، جهة مراكش آسفي في المملكة المغربية. ينتمي الدوّار لمشيخة هيلالة التي تضم دوار واحد. يقدر عدد سكانه بـ 524 نسمة حسب الإحصاء الرسمي للسكان والسكنى لسنة 2004.

## وصلات خارجية
- البوابة الوطنية للجماعات الترابية
- المندوبية السامية للتخطيط